# Corrales del Vino
Corrales del Vino település Spanyolországban,  Zamora tartományban. Corrales del Vino Santa Clara de Avedillo, Cuelgamures, El Maderal, El Cubo de Tierra del Vino, Mayalde, Cabañas de Sayago, Villanueva de Campeán, Casaseca de Campeán és Peleas de Abajo községekkel határos. Lakosainak száma 929 fő (2024).

## Népesség
A település népessége az utóbbi években az alábbiak szerint változott:
| Lakosok száma | 1134 | 1055 | 1086 | 1078 | 1088 | 1067 | 1002 | 961  | 960  | 929  |
|               | 2001 | 2004 | 2007 | 2009 | 2012 | 2014 | 2017 | 2019 | 2022 | 2024 |